# الكونيتيين
الكونيتيين هو الاسم الذي أطلق على السكان الذين عاشوا في منطقة النقب في الفترة ما بين 3,380 و 2,650 ق.م، وقد قيلت آراء كثيرة في معنى اسم «كونيت» حيث أنه مستمد من اسم المنطقة التي عاشوا فيها «كونتيلا», وقد أطلق الكونيتيون بعد استقرارهم في الأرض اسم «نيتارو» على المنطقة التي عاشوا بها، وهي كلمة تعني باللغة الكونيتية «جنة الصحراء» ويشكل اغلبها اليوم جزءا من النقب الشمالي في صحراء النقب.

## أصلهم
التبست الطرق واختلفت المسالك حول الأصل الحقيقي للكونيتيين لكثرة ما قيل، فقد افترض العلماء الكثير من الفرضيات حولهم، غير أن أغلب الفرضيات تعتبرهم مجموعة من القبائل التي هاجرت من مناطق مجاورة، تجمعت وحلت في منطقة النقب الشمالي في حوالي 3,380 ق.م، وقد يبدو هذا الشيء جليا في جدارياتهم ومنحوتاتهم التي تعبر عن بداياتهم وحياتهم اليومية. في النقب الشمالي استقروا وأسسوا مملكتهم المستقلة وأسموها كونيت وحكمها منذ البداية الملك هيرون الأول والذي مهد بدوره لاستمراريتها، فنمت الدولة وتطورت في مجالات عديدة منها الفنون والعلوم والعمارة وخاصة عمارة المقابر.

## تاريخهم

### الدولة القديمة
```
(3380-3100) ق.م
```

حكام الدولة القديمة:
- هيرون 3380-3354 ق.م
- اشون 3345-3290 ق.م
- اقرناق 3290-3238 ق.م
- راقوم 3238-3230 ق.م
- جينوح 3230-3185 ق.م
- سوان 3185-3140 ق.م
- سمول 3140-3100 ق.م

أسس الدولة القديمة أو ما تسمى بالدولة الأولى الملك «هيرون»؛ أول ملوك الدولة القديمة، حيث ظهر الشعب الكونيتي على شكل مجموعة من القبائل المهاجرة من مناطق مجاورة، وبما أن أغلب هذه القبائل المهاجرة كانت قادمة من الصحاري المجاورة والمناطق القريبة فقد تكيفوا بسرعة مع البيئة التي انتقلوا إليها وتجمعوا تحت حكم الملك هيرون لتكون بداية الانطلاقة للحكم الكونيتي، وكان في الجوار بعض القبائل التي أجبِر بعضها على الخضوع للحكم الكونيتي ومن رفض الخضوع كان مصيره القتل.

#### العمارة في الدولة القديمة
بعد أن كان الهم الأساسي للملك هيرون هو إيجاد المكان المناسب لإقامة الدولة بدأ فن بناء القصور والمقابر بالتقدم في الدولة الأولى في عهد الملك اشون ثاني حكام الدولة الأولى حيث اهتم كثيرا بالعمارة، وبعد ذلك قام وزيره «اقرناق» الذي تلاه في الحكم ببناء مقبرة مبتكرة امام قصره، وكان شكلها مستوحى من اشجار النخيل المتواجدة في المكان، فالشكل الخارجي يشبه إلى حد كبير شجر النخيل، فهناك جزء اسطواني طويل يعلوه مجموعة من الحجارة المكعبة المرتبة بشكل يجعلها أشبه بشجرة نخيل حجريه، وقد نقش على الاحجار المكعبه اسم الملك «اشون» وصورته ورمز الدولة الكونيتية واسمها بالإضافة إلى العديد من الرموز التي كانوا يستخدمونها في ذلك الوقت.
لم يقتصر هذا الشكل المبتكر على قبر الملك اشون بل اعتبر ايذانا بظهور المقابر الملكية اللاحقة، والتي اعتمدت شكل النخلة لمقابر ملوكها.
أما بالنسبة لقبور العامة فلم يكن هناك ما يميزها بقدر ما تميزت به قبور الملوك والوزراء، إلا أن رمز النخلة «رمز الكونيتيين» لم يفارقها وكان ينقش في أعلى القبر. تطور فن تشييد المقابر في عهد الملك راقوم الذي ركز على هذا النوع من فنون العمارة، وبدا شكل النخلة في القبر يتضح بشكل أكبر وازداد حجم القبر ليصبح ارتفاعه 17 مترا، بعد أن كان ارتفاعه لا يتجاوز 5 امتار في عهد الملك اشون، وبالرغم من أن بناء المقابر كان رمزا للطاعة الالهية وطاعة الملك إلا ان الرعايا الذين كانوا يعملون في تشييد هذه المقابر كانوا يتقاضون اجرا مقابل قيامهم بهذه الأعمال مما ساعد على انعاش الحالة الاقتصادية في الدولة القديمة.

#### النحت في الدولة القديمة
بلغت صناعة التماثيل في الدولة القديمة مستوى جيدا جدا واستخدم النحاتون كل المواد المتوفرة بين ايديهم لعمل منحوتاتهم، واغلب هذه المنحوتات كان الهدف من صنعها هو وضعها داخل المقابر. وكانت الرؤوس صغيرة الحجم من أهم منحوتاتهم، وقد اهتموا بإظهار ملامح الوجه التي تتلخص بالاتي: الانف الطويل والحواجب الملتقية، ولكن معظم التماثيل التي عثر عليها كانت في حالة سيئة، بالإضافة إلى تماثيل الرؤوس الصغيرة عثر على الكثير من التماثيل للآلهة.
أما في التماثيل الملكية فقد كانت تختلف تماما عن التماثيل الأخرى فقد عبر فيها عن قوة معينة، ونرى التماثيل واقفة بسكون والوقار يبدو في وجوهها، وكان حجمها أكبر من الحجم الطبيعي. اختار الفنان الكونيتي الحجر الجيري لمنحوتاته وتماثيله، وبالرغم من صلابة هذا الحجر وصعوبة نحته الا إن الفنان صقل سطوحه ببراعة، وصنع الكثير من التماثيل الصغيرة الدقيقة والتي يشكل اغلبها رؤوسا لملوك ونبلاء الدولة الكونيتية.

#### النقوش البارزة في الدولة القديمة
قام الفنان الكونيتي بإظهار مهارته في حفر الرموز والصور البارزة على السطوح وبدا هذا النوع من الفن بالتقدم منذ عهد الملك اقرناق الذي شجع هذا النوع من الفن وكرس العطايا لمن يتقنه. استخدم النقش البارز في القصور على الخشب والجدران وكانت مواضيعه في البداية دينيا وكان مقتصرا على جدران المعابد والمقابر، ولكنه تطور في اواخر الفترة القديمة ليصبح خاصا بنقش صور الملوك والنبلاء على جدران القصور والمقابر.

#### التصوير في الدولة القديمة
كان التصوير في الفترة القديمة مقتصرا على توضيح النقوش البارزة أو لعمل جداريات داخل القصور الملكية، إلا أن هذا الأمر كان نادرا وكان النحت هو الفن الطاغي في تلك الفترة.

#### الأختام في الدولة القديمة
بدأت صناعة الاختام في اواخر الدولة القديمة في عهد الملك سمول، وكان مقتصرة على الملوك والنبلاء ومن الأختام التي عثر عليها ختم الملك سمول وعليه رمز الكونيتيين.

### الدولة الوسطى
2890-3100 ق..م
حكام هذه الفترة:
- هيرون الثاني 3100-3065 ق.م
- سانج 3065-3000 ق.م
- خورا 3000-2940 ق.م
- دمير 2940-2890 ق.م

في اواخر الدولة القديمة حدثت ثورة على حكم الملك سمول بسبب المشاكل الداخلية الكثيرة التي حدثت خلال فترة حكمه، بالإضافة إلى ذلك نزحت مجموعة من القبائل من المنطقة الشرقية واستغلو فترة الضعف التي تمر بها المنطقة وقاموا بمهاجمة السكان، الا إن الكونيتيين قاوموا هذه الإغارة واستطاعوا بقيادة الملك هيرون الثاني أول ملوك الدولة الوسطى إن يحافظوا على ارضهم، واستسلمت القبائل المهاجرة واعلنوا الولاء للملك، وقد استفاد السكان كثيرا من التقنيات والحرف التي جاءت بها هذه القبائل وخاصة النحت والعمارة، واعتبرت هذه المرحلة مرحلة فصل في الدولة الكونيتية تطورت فيها الدولة تطورا كبيرا وانتجت الكثير من الفنون والحرف.

#### العمارة في الدولة الوسطى
امتازت العمارة في الدولة القديمة بالقوة ولكن في اواخر الفترة ضعف الاهتمام بالعمارة بسبب ظروف المنطقة السياسية والمهاجرين الجدد، الا إن البداية القوية مع الملك هيرون الثاني شجعت العمارة بشكل كبير وخاصة مع الخبرات الجديدة من المهاجرين الجدد، تم تشييد أكبر عدد من المعابد في تاريخ الكونيتيين وكان تصميم اغلبها مقتبسا من شجر النخيل. أما بالنسبة للمقابر فقد تطورت بشكل كبير عن الدولة القديمة حيث كانت أيضا مستوحاة من شكل النخيل واستمرت على شكل نخيل، الا إن حجمها أصبح كبيرا، وأصبحت القبور تضم عددا أكبر من الغرف لتوضع اغراضهم في الغرف، وأصبح هناك غرفة أخرى جديدة هي غرفة الدعاءالتي يدخل إليها الناس للصلاة والدعاء لتحمي روح امواتهم.
للاسف لم يتبق اثر للقصور والمعابد التي كانت قائمة في تلك الفترة ولكن من خلال المخططات التي عثر عليها يمكن القول ان مميزات العمارة في تلك الفترة تتلخص بالاتي:
- ساحات واسعة حول القصور وحول المقابر كذلك الأمر.
- أعمدة اسطوانية الشكل بدون اية اضافات.
- يرفق بكل بيت غرفة خارجية للعبادة ويوضع فيها تمثال الالهة، ولكن وجودها لا يمنع من الذهاب إلى المعابد.
- كان أهم ما يميز المعابد انها مربعة الشكل، سقفها عال وهي مليئة بتماثيل الالهة.
- عند مداخل المعابد يوجد تمثال ضخم للالهة يجب الالتفاف حوله أربعة مرات قبل الدخول إلى الساحة الرئيسية للمعبد

#### النحت في الدولة الوسطى
لقد ازداد اهتمام الناس في الدولة الوسطى بالنحت، وعلى الرغم من ان النحت كان مستواه جيدا في الدولة القديمة الا انه تطور بشكل أكبر في الدولة، خاصة بعد الاستقرار الذي عاد للمنطقة وبعدما جاءت القبائل المهاجرة محملة بشتى أنواع الفنون وأهمها النحت والعمارة، وظهر في تلك الفترة لأول مرة في تاريخ الكونيتيين النحت الغائر كنوع مستقل من النحت، لنجد الكثير من المنحوتات الخشبية التي تملأ جدران القصور والبيوت. كما الكثير من التماثيل والمنحوتات والرؤوس التي زاد حجمها وأصبح بحجم الرأس الطبيعي، وكذلك عثر على جزء من جدارية محفور عليها بالكتابة الكونيتية وعليها رمز الشعب الكونيتي.

### الدولة الحديثة
2650-2890 ق.م
حكام هذه الفترة
- سال 2855-2890 ق.م
- روغي 2805-2855 ق.م
- ميشوق 2770-2805 ق.م
- مسعلافن 2770-2720 ق.م
- شنتقول 2720-2685 ق.م
- شنتقول الثاني 2685-2660 ق.م
- هيرون الثالث 2660-2650 ق.م

بعد أن كانت فترة بداية الدولة الوسطى مليئة بالإنجازات بعد الاستقرار الذي حققه الملك هيرون الثاني، مهد هذا الاستقرار لمرحلة الذروة في تاريخ الكونيتيين وحصل هذا في بداية الدولة الحديثة، حيث امتازت الدولة الحديثة بأفضل أنواع الفنون التطبيقية والنحت والجداريات وحتى في البناء والتصميم وكان هناك الكثير من العطايا لكل من يبرع في أي مجال من مجالات الفنون، واستمر هذا كله حتى اواخر فترة حكم الملك شنتقول، إلا إن ابن أخيه شنتقول الثاني الذي تلاه في الحكم أدى جشعا وطمعا في الحكم واضطرب النظام الداخلي للقصر الملكي، وكانت آخر خمس سنوات لشنتقول الأول في الحكم عبارة عن نزاعات بينه وبين ابن أخيه على الحكم، فقل الاهتمام بالفنون والعلوم وأصبح تركيزهم على من سيحكم البلاد، ثم توفي شنتقول الأول وحل محله ابن أخيه شنتقول الثاني الذي لم يكن همه سوى السلطة والعرش وتراجعت الدولة اقتصاديا ومعماريا وفنيا، ثم كما بدأت الدولة الكونيتية القديمة تحت حكم الملك هيرون الأول انتهت بحكم الملك هيرون الثالث الذي لم يتمكن من اصلاح حال البلاد بعد الفساد والفشل الذي تسبب به شنتقول الثاني، وبعدها عادت القبائل وتفرقت وخاصة بعد الزلزال الذي هز المنطقة وهدم معظم اثارهم .

## العمارة في الدولة الحديثة
كانت الدولة الحديثة أو ما يطلق عليها الدولة الأخيرة في بداياتها مرحلة الذروة في حياة الكونيتيين وخاصة في مجال العمارة، حيث اهتم الملوك بتشييد القصور والمعابد للآلهة في جميع انحاء المنطقة، إلا إن الدمار قد حل بهذه المعابد بسبب الكوارث الطبيعية التي حلت بالمنطقة لذا لا نجد الكثير من هذه الآثار .
كان من أهم ما يميز هذه المعابد هو أنها كانت مستطيلة الشكل محاطة بصفين من الأعمدة التي تمتاز بانه يعلوها أربعة اوراق نخيل تتقاطع مع بعضها بشكل جميل، ولا يوجد على العمود نفسه أي نقوش أخرى. اما المعبد فينتهي المعبد بحجرة الالهة وقد تميزت المعابد بكثير من النقوش البارزة والغائرة على جدرانها، بالإضافة إلى التصاوير الملونة التي تملأ حجرة الالهة، ومن أشهر المعابد التي شيدت في الدولة الحديثة هو معبد شنوريثو الذي شيده الملك مسعلافن .

## التصوير في الدولة الحديثة
انتشر فن التصوير الجداري بكثرة في الدولة الحديثة وزادت التصاوير الجدارية لتحل محل النقوش البارزة والغائرة وخاصة في مقابر الملوك والنبلاء. أما من صور العامة التي تظهر بالمقابر والمعابد نجد صورا توضح الأعمال التي يقومون بها مثل الزراعة والنحت وكذلك نجد الكثير من التصاوير لطقوس دينية وعبادة. كما نجد تصويرا جداريا للملك شنتقول الأول وقد استعمل فيه مجموعة ألوان من مصادر مختلفة.

## الأختام
كانت الأختام في بداية الدولة القديمة مقتصرة على الحكام ولكنها فيما بعد في الدولة الحديثة أصبحت جزءا هاما في حياة الكونيتيين فلم تعد مقتصرة على الملوك بل أصبح لكل شخص من العامة الختم الخاص به، لكن الفرق كان ان شكل اختام الملوك اسطواني، وأختام العامة مكعبة الشكل تقريبا، وكانت الاختام تستعمل لإثبات الهوية، وانتشرت صناعة الاختام وأصبحت حرفة مهمة في الدولة .

## النحت والنقوش البارزة والفنون التطبيقية في الدولة الحديثة
لم يتم العثور على تماثيل كبيرة سوى تمثال واحد يمثل حيوانا خرافيا من الطين، ومن التماثيل التي عثر عليها أيضا رأس الملك هيرون أول حكام الشعب الكونيتي، وكانت تماثيلهم متقنة ودقيقة واهتموا بإظهار ملامح الوجه التي تتلخص بالأنف الطويل والحواجب المعقدة. من الامثلة الأخرى أيضا منحوتة مكتوب عليها باللغة الكونيتية وهي من عهد الملك اشول مكتوب عليها اسم الشعب «كونيت» واسم الملك اشول وشعار الشعب الكونيتي . كما عثر على تماثيل لرؤوس الملوك الثلاثة الأوائل في الدولة الحديثة: سال وروغ وميشوق.

## الحياة اليومية في الدولة الحديثة
اهتم الكونيتيون كثيرا بالامور الدينية فكانت تشغل الكثير من وقتهم إلا انهم اهتموا كذلك بالزراعة وخاصة زراعة الحبوب والمحاصيل التي لا تحتاج للري كثيرا بحكم المنطقة التي عاشوا بها، كما اهتموا ببناء القصور والمعابد . وكانوا كثيرا ما يذهبون في رحلات الصيد .

## معتقدات غريبة
من أغرب التقاليد أو الطقوس التي كان يمارسها الكونيتيون هي أنهم كانوا عندما يولد لهم مولود ذكر كانوا يقومون بوضعه في الخارج ليلة كاملة فان لم يقترب منه أي حيوان فهو ليس ذو حظ جيد، اما ان اقترب منه حيوان ولم يصبه بأذى فهذا الطفل يعد مفخرة لاهله ويعتبر بطلا مدى الحياة .

## مراسم الزواج
عاش الكونيتيون في صحراء النقب وكان لهذا الأمر الأثر البالغ في حياتهم وتقاليدهم ويظهر هذا جليا في المناسبات وخاصة مراسم الزواج، فقد كانت لهم طقوسهم المميزة حيث يضرب على الطبول وتغنى أغاني خاصة بهم والجميع يرقصون، ويؤتى بعد ذلك بجملين اثنين ويذبحان كمباركة للزواج ومن ثم يستكمل الاحتفال. بالإضافة إلى المائدة المستديرة وهي أهم ما يميز احتفالات الزواج حيث توضع المائدة الكبيرة في ساحة الاحتفال ويوضع عليها ما طاب ولذ من أنواع الاطعمة ويأكل منها كل من يحضر إلى الاحتفال.